# Hodějice
Hodějice település Csehországban, Vyškovi járásban. Hodějice Rašovice, Nížkovice, Slavkov u Brna, Němčany, Křižanovice és Heršpice településekkel határos. Lakosainak száma 1105 fő (2024. január 1.).

## Népesség
A település lakosságának változását az alábbi diagram mutatja:
| Lakosok száma | 809  | 985  | 1234 | 1110 | 957  | 811  | 978  | 1036 | 1083 | 1105 |
|               | 1869 | 1890 | 1921 | 1950 | 1980 | 2001 | 2017 | 2019 | 2022 | 2024 |